# Coppa Italia Dilettanti Toscana
La Coppa Italia Dilettanti Toscana è il massimo torneo calcistico a eliminazione diretta della regione Toscana. La prima edizione venne svolta nella stagione 1991-92, la squadra vincitrice ha diritto a partecipare alla fase nazionale della Coppa Italia Dilettanti.

## Formula
Alla Coppa Italia Dilettanti Toscana partecipano tutte le società aventi titolo di iscrizione al Campionato di Eccellenza della stagione sportiva. Il Comitato Regionale Toscana cura l’organizzazione della Fase Regionale. Al termine della Fase Regionale la Società prima classificata, sarà ammessa alla successiva “fase nazionale”.
Tutte le società di Eccellenza Toscana partono dal 1º turno di qualificazione con gare di andata e ritorno. Dal turno di qualificazione successivo vengono disputate gare di sola andata (unica). Le 16 squadre qualificate per gli ottavi di finale saranno abbinate tra di loro -a due a due-, mediante il criterio della vicinanza, con gare di sola andata, il campo di gioco sarà stabilito per sorteggio a cura del Comitato Regionale. Viene dichiarata vincente la squadra che realizza il maggior numero di reti; qualora le due squadre si trovassero in parità di punteggio al termine della gara, per determinare la vincente, si procederà all’esecuzione dei tiri di rigore. Le 8 squadre qualificate per i quarti di finale saranno nuovamente abbinate mediante il criterio della vicinanza e con le sole gare di andata in uno dei due campi da gioco (sorteggiato dal C.R.T.). Non è prevista la disputa di tempi supplementari e le reti in trasferta non valgono doppio: in caso di parità al termine dei 90 minuti, si procederà con i tiri di rigore. Le 4 squadre qualificate per le Semifinali saranno abbinate per sorteggio e disputeranno una gara unica. Qualora le due squadre si trovassero in parità di punteggio al termine dell’incontro, per determinare la vincente, si procederà alla disputa dei tempi supplementari da 15’ cadauno e in caso di ulteriore parità all’esecuzione dei tiri di rigore. La sede della Finale Regionale è lo Stadio Gino Bozzi di Firenze dal 2014. In caso di parità di punteggio al termine dei tempi regolamentari, verranno disputati due tempi supplementari da 15’ ciascuno e, nel caso di ulteriore parità, verranno battuti i tiri di rigore. La società vincitrice della finale della Fase Regionale sarà ammessa alla Coppa Italia Dilettanti.

## Albo d'oro
| Stagione                         | Vincitrice              | Finalista               | Risultato            | Luogo                                           | Coppa Italia Dilettanti |
| -------------------------------- | ----------------------- | ----------------------- | -------------------- | ----------------------------------------------- | ----------------------- |
| Dilettanti nazionali e regionali |                         |                         |                      |                                                 |                         |
| 1991-1992                        | Livorno                 |                         |                      |                                                 | Semifinale              |
| 1992-1993                        | Impruneta Tavarnuzze    |                         |                      |                                                 | Semifinale              |
| 1993-1994                        | Impruneta Tavarnuzze    |                         |                      |                                                 | Quarti di Finale        |
| 1994-1995                        | Marino Mercato Subbiano | Fortis Juventus         | 1-0; 0-1; 5-4 (dcr)  |                                                 | 1º Turno                |
| 1995-1996                        | Fortis Juventus         | Valdema Grassina        | 2-0; 1-0             | Borgo San Lorenzo, Grassina                     | Finalista               |
| 1996-1997                        | Fucecchio               |                         |                      |                                                 | 1º Turno                |
| 1997-1998                        | Larcianese              | Vaiano                  | 1-0; 1-2 (gfc)       | Larciano, Vaiano                                | Vincitore               |
| 1998-1999                        | Porcarimontecarlo       |                         |                      |                                                 | Semifinale              |
| Dilettanti regionali             |                         |                         |                      |                                                 |                         |
| 1999-2000                        | Scandicci               |                         |                      |                                                 | 1º Turno                |
| 2000-2001                        | Cappiano Romaiano       |                         |                      |                                                 | Semifinale              |
| 2001-2002                        | Marino Mercato Subbiano |                         |                      |                                                 | 1º Turno                |
| 2002-2003                        | Jolly Montemurlo        | Monteriggioni           | 1-0; 1-1             | Monteriggioni, Montemurlo                       | Quarti di Finale        |
| 2003-2004                        | Lunigiana               | Castelfiorentino        | 0-0; 0-0; 4-3 (dcr)  | Castelfiorentino, Pontremoli                    | 1º Turno                |
| 2004-2005                        | San Donato Tavarnelle   | Scandicci               | 1-0; 1-2             | San Donato in Poggio, Scandicci                 | Quarti di Finale        |
| 2005-2006                        | Viareggio               | Marino Mercato Subbiano | 2-1; 2-0             | Subbiano, Viareggio                             | Vincitore               |
| 2006-2007                        | Lunigiana               | Pianese                 | 2-1; 0-0             | Piancastagnaio, Pontremoli                      | Quarti di Finale        |
| 2007-2008                        | Barberino               | Forte dei Marmi         | 1-0; 3-0             | Barberino di Mugello, Forte dei Marmi           | 1º Turno                |
| 2008-2009                        | Castelnuovese           | Pietrasanta Marina      | 0-0; 0-0; 4-2 (dcr)  | Castelnuovo dei Sabbioni, Marina di Pietrasanta | 1º Turno                |
| 2009-2010                        | Tuttocuoio              | Pistoiese               | 2-1; 3-2             | Pistoia, San Miniato                            | Vincitore               |
| 2010-2011                        | Pisa Sporting Club      | Sansovino               | 1-1; 3-2             | Monte San Savino, Pisa                          | Quarti di Finale        |
| 2011-2012                        | Pisa Sporting Club      | Colligiana              | 1-0; 0-0             | Colle di Val d'Elsa, Pisa                       | Finalista               |
| 2012-2013                        | San Donato Tavarnelle   | Baldaccio Bruni         | 0-0 (dts); 5-4 (dcr) | Sinalunga                                       | Quarti di Finale        |
| 2013-2014                        | Ponsacco                | Bucinese                | 3-1                  | Firenze                                         | Finalista               |
| 2014-2015                        | Sangimignano            | Cuoiopelli              | 1-0                  | Firenze                                         | Quarti di Finale        |
| 2015-2016                        | Larcianese              | San Donato Tavarnelle   | 2-1 (dts)            | Firenze                                         | Quarti di Finale        |
| 2016-2017                        | Baldaccio Bruni         | Roselle                 | 2-2 (dts); 3-2 (dcr) | Firenze                                         | Quarti di Finale        |
| 2017-2018                        | Grosseto                | Zenith Prato            | 3-0                  | Firenze                                         | Quarti di Finale        |
| 2018-2019                        | Montignoso              | Zenith Prato            | 0-0 (dts); 4-2 (dcr) | Firenze                                         | 1º Turno                |
| 2019-2020                        | San Marco Avenza        | Lornano Badesse         | 2-1                  | Firenze                                         | Non conclusa            |
| 2020-2021                        | Non conclusa            | Non conclusa            | Non conclusa         | Non conclusa                                    | Non disputata           |
| 2021-2022                        | Fortis Juventus         | Atletico Cenaia         | 2-2 (dts); 5-3 (dcr) | Firenze                                         | 1º Turno                |
| 2022-2023                        | Certaldo                | Signa                   | 1-0                  | Firenze                                         | Semifinale              |
| 2023-2024                        | Terranuova Traiana      | Cecina                  | 4-0                  | Firenze                                         | 1º Turno                |
| 2024-2025                        | Sestese                 | Massese                 | 1-0 (dts)            | Firenze                                         | Quarti di Finale        |
| 2025-2026                        |                         |                         |                      | Firenze                                         |                         |

## Titoli per squadra dal 1992 ad oggi
| Squadra                 | Titoli | Edizioni   |
| ----------------------- | ------ | ---------- |
| Impruneta Tavarnuzze    | 2      | 1993, 1994 |
| Marino Mercato Subbiano | 2      | 1995, 2002 |
| Lunigiana               | 2      | 2004, 2007 |
| Pisa Sporting Club      | 2      | 2011, 2012 |
| San Donato Tavarnelle   | 2      | 2005, 2013 |
| Larcianese              | 2      | 1998, 2016 |
| Fortis Juventus         | 2      | 1996, 2022 |
| Livorno                 | 1      | 1992       |
| Fucecchio               | 1      | 1997       |
| Porcarimontecarlo       | 1      | 1999       |
| Scandicci               | 1      | 2000       |
| Cappiano Romaiano       | 1      | 2001       |
| Jolly Montemurlo        | 1      | 2003       |
| Viareggio               | 1      | 2006       |
| Barberino               | 1      | 2008       |
| Castelnuovese           | 1      | 2009       |
| Tuttocuoio              | 1      | 2010       |
| Ponsacco                | 1      | 2014       |
| Sangimignano            | 1      | 2015       |
| Baldaccio Bruni         | 1      | 2017       |
| Grosseto                | 1      | 2018       |
| Montignoso              | 1      | 2019       |
| San Marco Avenza        | 1      | 2020       |
| Certaldo                | 1      | 2023       |
| Terranuova Traiana      | 1      | 2024       |
| Sestese                 | 1      | 2025       |

In grassetto, Edizione vinta anche a livello nazionale: Coppa Italia Dilettanti